# Megacanthaspis leucaspis
Megacanthaspis leucaspis är en insektsart som beskrevs av Sadao Takagi 1981. Megacanthaspis leucaspis ingår i släktet Megacanthaspis och familjen pansarsköldlöss. Inga underarter finns listade i Catalogue of Life.